# Bauska (distrito)
Bauska (letão: Bauskas rajons) é um distrito da Letônia localizado na região de Zemgale. Sua capital é a cidade de Bauska.